# Helfant
Helfant ist ein Ortsteil und ein Ortsbezirk der Ortsgemeinde Palzem im Landkreis Trier-Saarburg in Rheinland-Pfalz.

## Geographie
Der Ortsteil liegt in einem Seitental der Obermosel am Rande des Saargaus.
Zum Ortsbezirk gehören auch die Wohnplätze Hauser Hof, Heidfeld Hof, Helfantermühle und Penser Hof.
Nachbarorte sind die Palzemer Ortsteile Esingen im Süden und Wehr im Westen, die Ortsgemeinde Wincheringen im Norden und deren Ortsteil Bilzingen im Nordosten, sowie der Merzkirchener Ortsteil Rommelfangen im Osten.

## Geschichte
Das Dorf wurde urkundlich erstmals 924 als Helifent erwähnt und ist vermutlich eine fränkische Gründung. In der Gemarkung belegen Funde eine Besiedlung bereits in römischer Zeit. Im Mittelalter war die Trierer Abtei St. Matthias Grundherr.
Bis zur Auflösung von Kurtrier gehörte Helfant (damals noch mit der Schreibweise Helfand) zum Amt Saarburg. Die Inbesitznahme des Linken Rheinufers durch französische Revolutionstruppen beendete die alte Ordnung. Der Ort wurde von 1798 bis 1814 Teil der Französischen Republik (bis 1804) und anschließend des Französischen Kaiserreichs, zugeordnet dem Kanton Saarburg im Arrondissement Trier des Saardepartements. Nach der Niederlage Napoleons kam Helfant 1815 aufgrund der auf dem Wiener Kongress getroffenen Vereinbarungen zum Königreich Preußen. Der Ort gehörte nun dem Kreis Saarburg im Regierungsbezirk Trier an, der 1822 Teil der neu gebildeten Rheinprovinz wurde.
Die Kirche St. Bartholomäus wurde 1848/49 an der Stelle eines Vorgängerbaus errichtet und erhielt 1912 ihre heutige Fassade mit den Doppeltürmen. Wegen ihrer Höhe von gut 30 Metern wird das Gotteshaus auch „Helfanter Dom“ und „Dom des Saargaus“ genannt.
Als Folge des Ersten Weltkriegs war die gesamte Region dem französischen Teil der Alliierten Rheinlandbesetzung zugeordnet. Nach dem Zweiten Weltkrieg  gehörte Helfant zu den Gemeinden der französischen Besatzungszone, die im Februar 1946 an das Saarland angeschlossen wurden, im Juni 1947 aber auch zu den Orten des Landkreises Saarburg, die wieder zurück gegliedert und Teil des damals neu gebildeten Landes Rheinland-Pfalz wurden.
Im Rahmen der rheinland-pfälzischen Gebiets- und Verwaltungsreform wurde der Landkreis Saarburg auf der Grundlage des „Dritten Landesgesetzes über die Verwaltungsvereinfachung im Lande Rheinland-Pfalz“ mit Wirkung vom 7. Juni 1969 aufgelöst und seine Gemeinden dem neu gebildeten Landkreis Trier-Saarburg zugeordnet. Am 17. März 1974 wurde die bis dahin selbstständige Gemeinde Helfant mit zu diesem Zeitpunkt 304 Einwohnern – zusammen mit drei weiteren Gemeinden – nach Palzem eingemeindet.

## Religion
Die römisch-katholische Kirchengemeinde Helfant ist Teil der Pfarreiengemeinschaft Wincheringen.

## Politik
Helfant ist gemäß Hauptsatzung einer von sechs Ortsbezirken der Ortsgemeinde Palzem. Der Bezirk umfasst das Gebiet der ehemaligen Gemeinde. Auf die Bildung eines Ortsbeirats wurde verzichtet. Die Interessen des Ortsbezirks werden von einem Ortsvorsteher vertreten.
Serge Feil (FWG) wurde am 15. August 2019 Ortsvorsteher von Helfant. Bei der Direktwahl am 26. Mai 2019 war er mit einem Stimmenanteil von 90,78 % gewählt worden. Bei der Direktwahl am 9. Juni 2024 wurde er als einziger Bewerber mit 75,6 % für weitere fünf Jahre in seinem Amt bestätigt.
Seine Vorgänger waren Franz-Josef Reuter von 2008 bis 2019 und zuvor Franz-Josef Tritz.

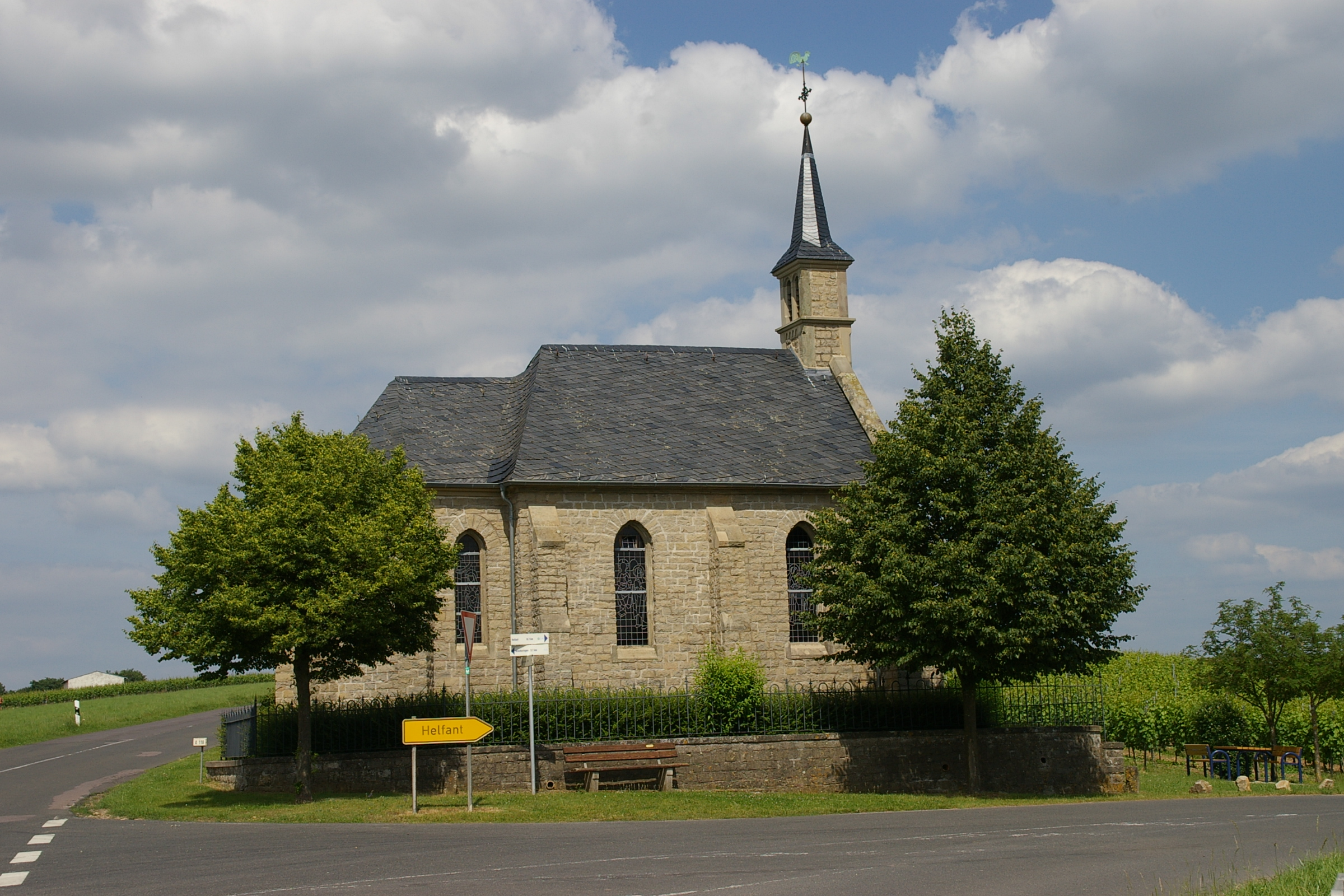
Marienkapelle (2006)

## Sehenswürdigkeiten
In der Denkmalliste des Landes Rheinland-Pfalz (Stand: 2021) werden folgende Kulturdenkmäler genannt:
- Römisch-Katholische Pfarrkirche St. Bartholomäus, Bruchstein-Saalbau (1848/49), Doppelturmfassade (1912)
- Denkmalzone im Ortskern mit Kirche und mehreren Streckhöfen
- Denkmalzone in der Brückenstraße mit drei Hofanlagen
- Fünf Wegekapellen und zwei Wegekreuze im Ort und in der Gemarkung aus dem 19. Jahrhundert

## Wirtschaft und Infrastruktur
Helfant wird von den Kreisstraßen K 111 und K 115 an das Straßennetz angeschlossen.